# Athletic Bilbao
Athletic Club, även kallat Athletic Bilbao eller Atlético de Bilbao (under Francos diktatur) är en spansk fotbollsklubb från Bilbao (baskiska: Bilbo) i Biscaya (baskiska: Bizkaia) i Baskien. På baskiska heter klubben Bilboko Athletic Kluba. Klubben är känd för sin tradition att endast spela med spelare födda eller tränade i Baskien.
Athletic Bilbao är en av tre klubbar som aldrig har åkt ur Primera División (de övriga två är FC Barcelona och Real Madrid). Laget vann Spaniens första mästerskap år 1902 och har vunnit den spanska ligan åtta gånger (senast säsongen 1983/84) och Copa del Rey 24 gånger (senast 2024). Det är den tredje klubben i Spanien med flest officiella titlar (36).

## Historia

### Grundandet och tidiga år
I slutet av 1800-talet brukade engelska sjömän som gick i land i hamnen i Bilbao spela fotboll på fritiden. Sedan anslöt sig lokala hamnarbetare till dem, och på så sätt började fotbollsträningen spridas snabbt över hela Biscaya. Den 18 juli 1898 bildade några idrottare från Zamacois gym i Lamiako (Biscaya) Athletic Club, och två år senare, i Bilbao, grundades Bilbao Football Club. Båda lagen slogs samman under namnet Bizcaya för att delta i Spaniens första nationella fotbollsturnering, Copa de la Coronación, och blev mästare efter att ha slagit FC Barcelona i finalen.
1903 hölls den första upplagan av Copa del Rey och Athletic Club vann de två första upplagorna, denna gång ensam. Efter flera år utan titlar återförenades Bilbao FC och Athletic Club 1907, men förlorade finalen mot Real Madrid. Sedan hamnade Bilbao FC i kris och övertogs helt av Athletic Club.

### Pichichi och Copa del Rey
På 1910-talet öppnade Bilbao-laget sin egen arena, San Mamés. Vid den tiden stod målskytten Rafael Moreno, känd som Pichichi, ut, som blev den första historiska spelaren i spansk fotboll. Han fick erbjudanden från flera engelska klubbar, som erbjöd honom en stor lön, men han föredrog att stanna i Bilbao. Pichichi spelade för Athletic Bilbao mellan 1911 och 1921, där han gjorde 83 mål på 89 matcher, och spelade också i Spaniens herrlandslag, som vann OS-silver vid Olympiska spelen i Olympiska sommarspelen 1920. Pichichi dog av tyfus 1922 när han var 29 år gammal. För att hedra Pichichi har sporttidningen Marca årligen sedan 1953 delat ut ett pris som heter Pichichi till den spelare som gör flest mål i La Liga varje säsong, vilket är mycket populärt i Spanien.
Med Pichichi hade Athletic en gyllene era där de vann cuptitlarna 1911, 1914, 1915, 1916 och 1921.

### Frederik Pentland och de gyllene åren

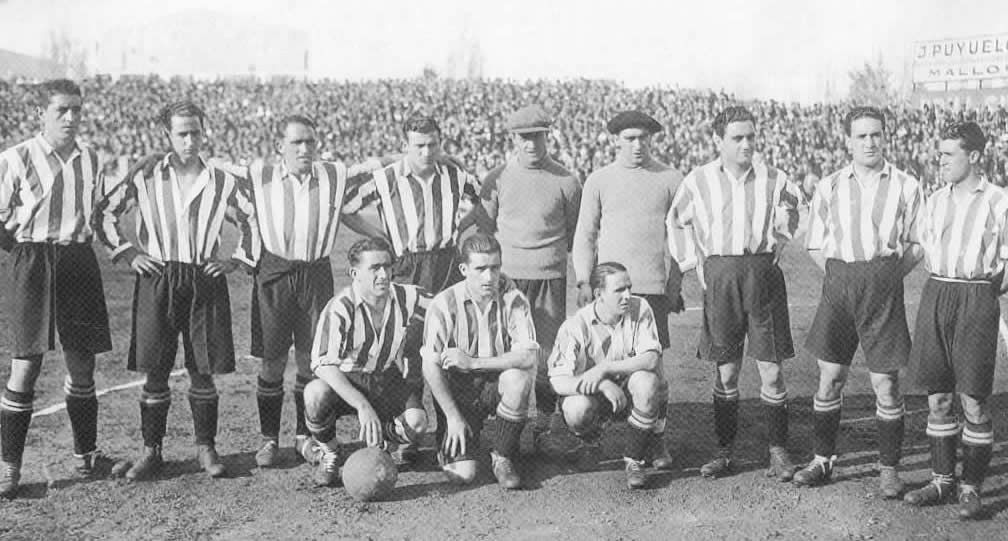
Athletic Bilbao 1931

Efter Pichichi anslöt sig 1922 den engelske tränaren Frederik Pentland till klubben och ledde laget till en ny Copa del Rey-titel 1923. Den engelska tränarens största prestationer med Athletic ägde dock rum i hans andra etapp (1929–1933), då han vann La Liga två gånger (ligan startades 1928) och Copa del Rey fyra gånger i rad. Utan Pentland vann klubben ytterligare två La Liga-mästerskap 1934 och 1936. 1931 slog Athletic FC Barcelona med 12-1, vilket var den största vinsten i La Liga-historien dittills. Av detta lag stod den så kallade "historiska förstaforwarden" ut, bildad av Lafuente, Iraragorri, Bata, Chirri II och Gorostiza, förutom målvakten Gregorio Blasco (som var den målvakt med minst insläppta mål i La Liga tre gånger).
1936 bröt det spanska inbördeskriget ut och alla officiella fotbollstävlingar i Spanien avbröts till 1939.

### Telmo Zarra och José Ángel Iribar
För att undvika brittisk-amerikanskt inflytande och bekämpa baskisk nationalism och katalanism i Franco-diktaturen var på 1940-talet annat språk än spanska förbjudet. Den 1 februari 1941 tvingades klubben per regeringsdekret att byta namn till "Atlético de Bilbao".
Telmo Zarra spelade för Athletic mellan 1940 och 1955. Han var bäste målskytt i La Liga vid sex tillfällen (1950–1951 gjorde han 38 mål) och tidernas bästa målskytt i det spanska mästerskapet i 60 år med 251 mål (tills han 2011 överträffades av Cristiano Ronaldo). 2024 förblir han den spanska bästa målskytten i La Liga. Spaniens kund tilldelade honom guldmedaljen för Idrottsliga Meriter 1997.
De strikta reglerna för utländska spelare i Spanien hjälpte Athletic mycket från 1930-talet till 1950-talet. Under den tiden vann Bilbao-klubben La Liga 6 gånger och Copa del Rey 11 gånger, men när Real Madrid och FC Barcelona började undvika dessa regler och köpa utländska spelare, hamnade Athletic på efterkälken och kunde länge inte vinna något mästerskap. På 1960- och 1970-talen vann Athletic bara två Copa del Rey-titlar, 1969 och 1973. År 1977 nådde Athletic final i Uefacupen (idag Uefa Europa League) som för klubben var en stor framgång, även om motståndarna Juventus FC vann dubbelmötet med bortamålsregeln.
Under de åren stod målvakten José Ángel Iribar ut, han blev en myt i klubben och spansk fotboll, och vann även Europacupen 1964 med Spaniens herrlandslag. Iribar har rekordet att vara den spelare som har spelat flest matcher i Athletic Bilbaos historia (614). Innan en match mot Real Sociedad (som också är en baskisk klubb) placerade José Ángel Iribar och Real Sociedads lagkapten Inaxio Kortabarria en baskisk flagga vid mittplan. Detta var den första offentliga visningen av den baskiska flaggan sedan Francisco Franco dog, och med detta kunde klubben åter heta Athletic Club.

### 1980–

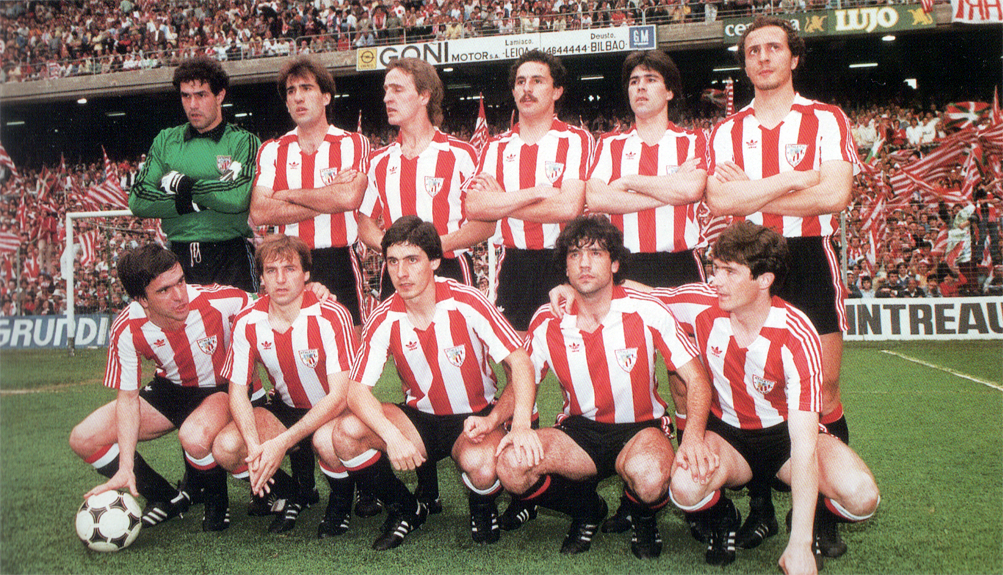
Champion Athletic på 1980-talet.

Javier Clemente tog över som tränare för Athletic 1981 och lyckades bilda ett konkurrenskraftigt lag som vann La Liga säsongerna 1982–1983 och 1983–1984, efter ha misslyckats med det i 27 år. Han var också mästare i Copa del Rey 1984 efter att ha slagit Maradonas FC Barcelona i finalen. Han slutade sedan trea 1985 och fyra 1986. Under klubbens framgångsrika 1980-tal kom spelare som Andoni Zubizarreta, Santiago Urkiaga, Andoni Goikoetxea, Ismael Urtubi, Estanislao Argote, Manu Sarabia och kaptenen Dani (som blev den näst bästa målskytten i klubbens historia med 199 mål, bara slagen av Zarra).
1990- och 2000-talen var ett bakslag för Athletic, den dåliga ledningen av klubben och godkännandet 1995 av Bosmanlagen (som tillät nästan obegränsad anställning av utlänningar i europeiska ligor) orsakade en lång period av oegentligheter som hade sin höjdpunkt säsongen 2006–2007, då Athletic var nära att degraderas, men lyckades hålla sig kvar sista dagen. Trots det hade klubben under den perioden några talangfulla spelare som Joseba Etxeberría, Ismael Urzaiz, Fran Yeste, Asier Del Horno och speciellt Julen Guerrero, som hjälpte till att upprätthålla laget.

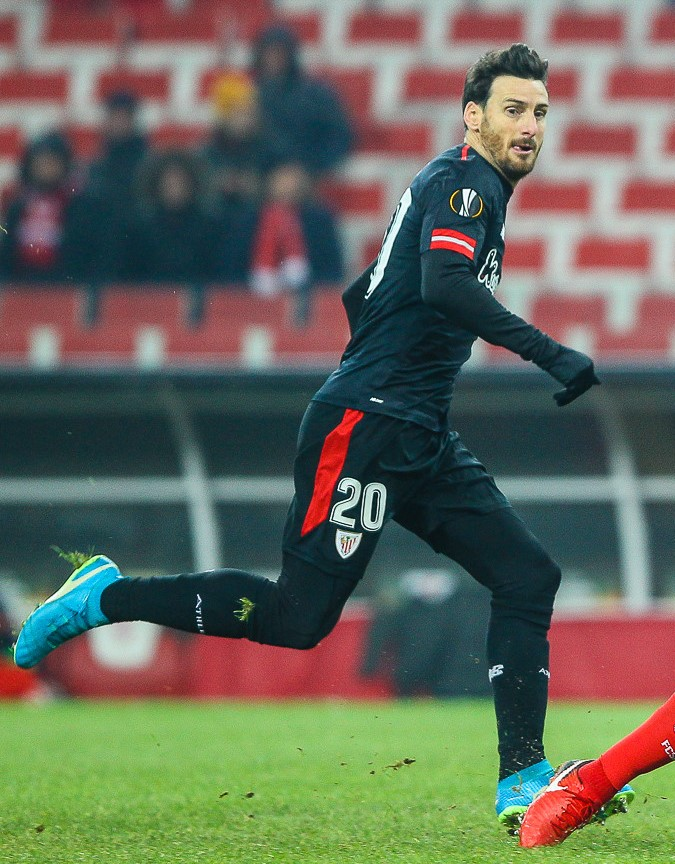
Aritz Aduriz blev den tredje bästa målskytten i Athletic Bilbaos historia med 172 mål.

Klubben upplevde ett uppsving under 2010-talet. Säsongen 2011–2012, med Marcelo Bielsa som tränare, lyckades Athletic ta sig till finalen i Uefa Europa League och Copa del Rey, även om de förlorade båda mot Atlético de Madrid och FC Barcelona (0-3 i båda). Under 2013–2014, med Ernesto Valverde på bänken, lyckades de kvalificera sig till Uefa Champions League efter 16 års frånvaro och slog sitt eget poängrekord i La Liga (70). Och 2015 vann man Supercopa de España och bröt en svit av 31 år utan att vinna någon officiell titel. Mellan 2009 och 2015 spelade Athletic tre Copa del Rey-finaler, en i Uefa Europa League och två i Supercopa de España, och vann bara den sista. Under de åren stack spelare som Fernando Llorente, Javi Martínez, Ander Herrera, Markel Susaeta, Aymeric Laporte, Aritz Aduriz, Iker Muniain och Óscar de Marcos ut i laget.
2021 vann Athletic den spanska supercupen igen och 2024 vann de Copa del Rey efter 40 år utan att ha uppnått det. Målvakten Unai Simón, mittfältarna Ruiz de Galarreta och Ohian Sancet, och forwards Iñaki och Nico Williams hjälpte till att uppnå titeln.

## Spelartrupp
| 1  | Spanien | Unai Simón         | 11 juni 1997     | Athletic Bilbao |
| 13 | Spanien | Julen Agirrezabala | 26 december 2000 | Athletic Bilbao |
| 26 | Mexiko  | Álex Padilla       | 1 september 2003 | Athletic Bilbao |

| 2  | Spanien | Andoni Gorosabel | 4 augusti 1996   | Deportivo Alavés (-24)    |
| 3  | Spanien | Dani Vivian      | 5 juli 1999      | Athletic Bilbao           |
| 4  | Spanien | Aitor Paredes    | 29 april 2000    | Athletic Bilbao           |
| 5  | Spanien | Yeray Álvarez    | 24 januari 1995  | Athletic Bilbao           |
| 14 | Spanien | Unai Núñez       | 30 januari 1997  | RC Celta de Vigo (-24)    |
| 15 | Spanien | Iñigo Lekue      | 4 maj 1993       | Athletic Bilbao           |
| 17 | Spanien | Yuri Berchiche   | 10 februari 1990 | Paris Saint-Germain (-18) |
| 18 | Spanien | Óscar de Marcos  | 14 april 1989    | Deportivo Alavés (-09)    |
| 32 | Senegal | Adama Boiro      | 22 juni 2002     | CA Osasuna B (-23)        |

| 6  | Spanien | Mikel Vesga             | 21 maj 1993      | Athletic Bilbao           |
| 8  | Spanien | Oihan Sancet            | 25 april 2000    | Athletic Bilbao           |
| 16 | Spanien | Iñigo Ruiz de Galarreta | 6 augusti 1993   | RCD Mallorca (-23)        |
| 20 | Spanien | Unai Gómez              | 25 maj 2003      | Athletic Bilbao           |
| 21 | Spanien | Ander Herrera           | 14 augusti 1989  | Paris Saint-Germain (-22) |
| 23 | Spanien | Mikel Jauregizar        | 13 november 2003 | Athletic Bilbao           |
| 24 | Spanien | Beñat Prados            | 8 februari 2001  | Athletic Bilbao           |

| 7  | Spanien | Álex Berenguer | 4 juli 1995       | Torino (-20)          |
| 9  | Ghana   | Iñaki Williams | 15 juni 1994      | Athletic Bilbao       |
| 10 | Spanien | Nico Williams  | 12 juli 2002      | Athletic Bilbao       |
| 11 | Spanien | Álvaro Djaló   | 16 augusti 1999   | SC Braga (-24)        |
| 12 | Spanien | Gorka Guruzeta | 12 september 1996 | SD Amorebieta (-22)   |
| 19 | Spanien | Javier Martón  | 5 november 2003   | Real Sociedad B (-23) |
| 22 | Spanien | Nico Serrano   | 5 mars 2003       | Athletic Bilbao       |

## Matchställ
Athletic började spela i vita tröjor innan laget 1902 övergick till blåvitrandiga. En student från Bilbao som hette Juan Elorduy var i Storbritannien 1909 och inspirerades av Southamptons röd-vit-randiga tröjor, och önskade detta till Athletics tröja vilket också skulle passa Bilbaos flagga och statsmärke. Sedan 1910 har Athletic spelat i rödvitrandiga tröjor.
Athletic är en av de största klubbarna som var sist med att inte ha några sponsorer eller ställtillverkare för tröjorna. När klubben spelade i UEFA-cupen och Copa del Rey 2004/2005 stod det med grön färg "Euskadi"på tröjorna.

### Ketchuptröjan

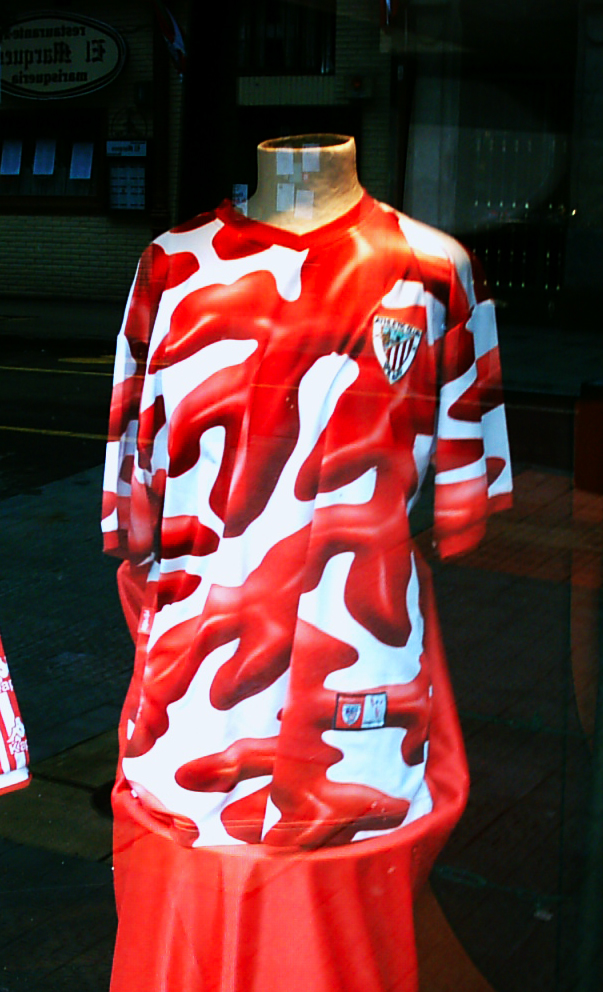
Ketchuptröjan

En lokal konstnär vid namn Dario Urzay fick i uppgift att designa en ny tröja i samband med Athletics jubileum. Konstnären inspirerades av Salvador Dali men den typen av konst kanske inte passar på fotbollströjor. Resultatet blev att tröjan ser ut att ha blivit nerkladdad av en exploderande ketchupflaska. Den användes i några matcher i UEFA-cupen innan den hängdes in på museum.

### Sponsorer och ställtillverkare
| Period    | Ställtillverkare | Sponsor   |
| --------- | ---------------- | --------- |
| 1980–1990 | Adidas           | Ingen     |
| 1990–1999 | Kappa            | Ingen     |
| 1999–2001 | Adidas           | Ingen     |
| 2001–2008 | 100% Athletic    | Ingen     |
| 2008–2009 | 100% Athletic    | Petronor  |
| 2009–2013 | Umbro            | Petronor  |
| 2013–2017 | Nike             | Kutxabank |
| 2017–2023 | New Balance      | Kutxabank |
| 2023–     | Castore          | Kutxabank |